# Musée Voorlinden
Le musée Voorlinden est un musée d'art moderne et contemporain à Wassenaar aux Pays-Bas. Il a été fondé par son propriétaire actuel, Joop van Caldenborgh. Il a été inauguré le 10 septembre 2016 par le roi Willem-Alexander.

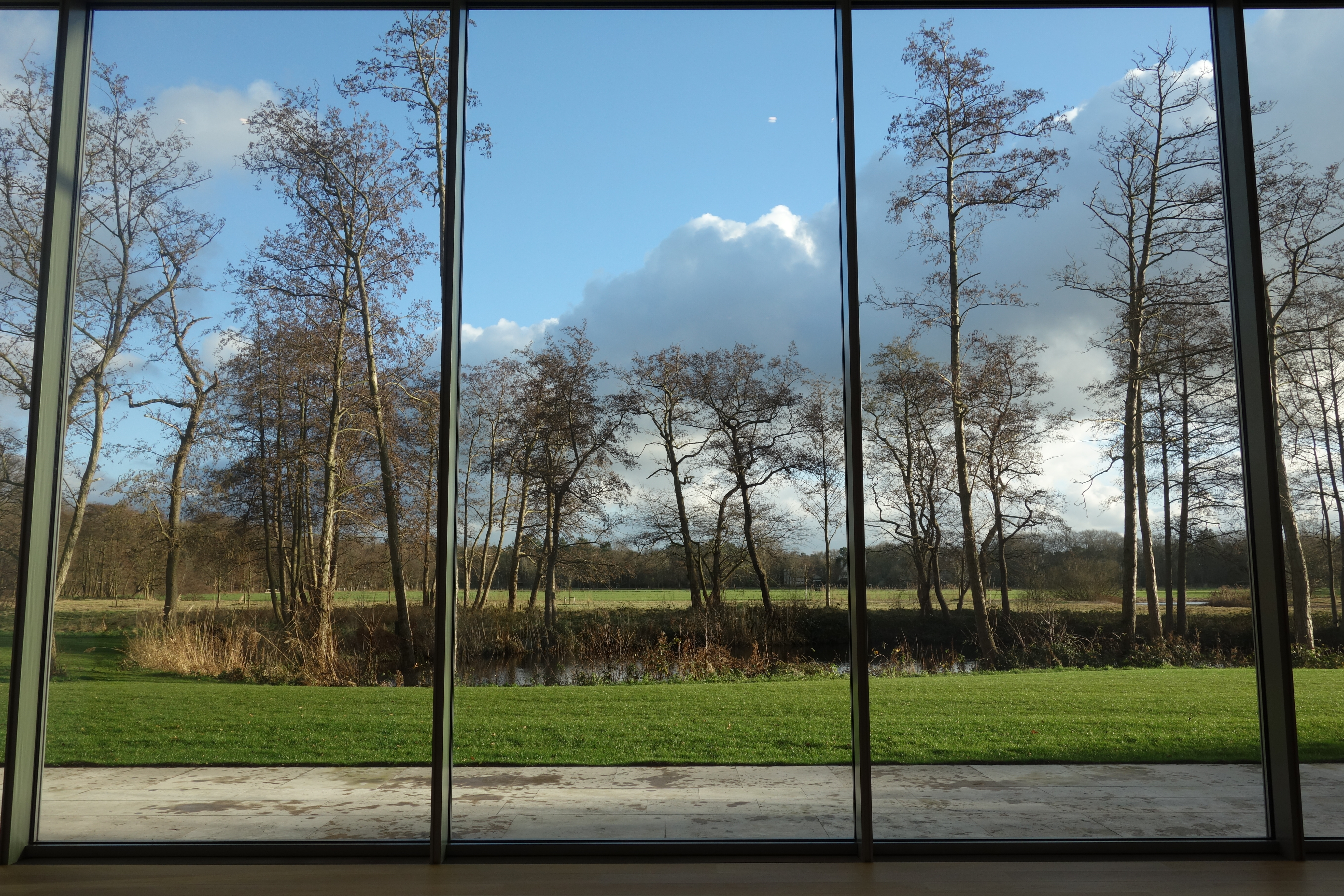
Vue du musée
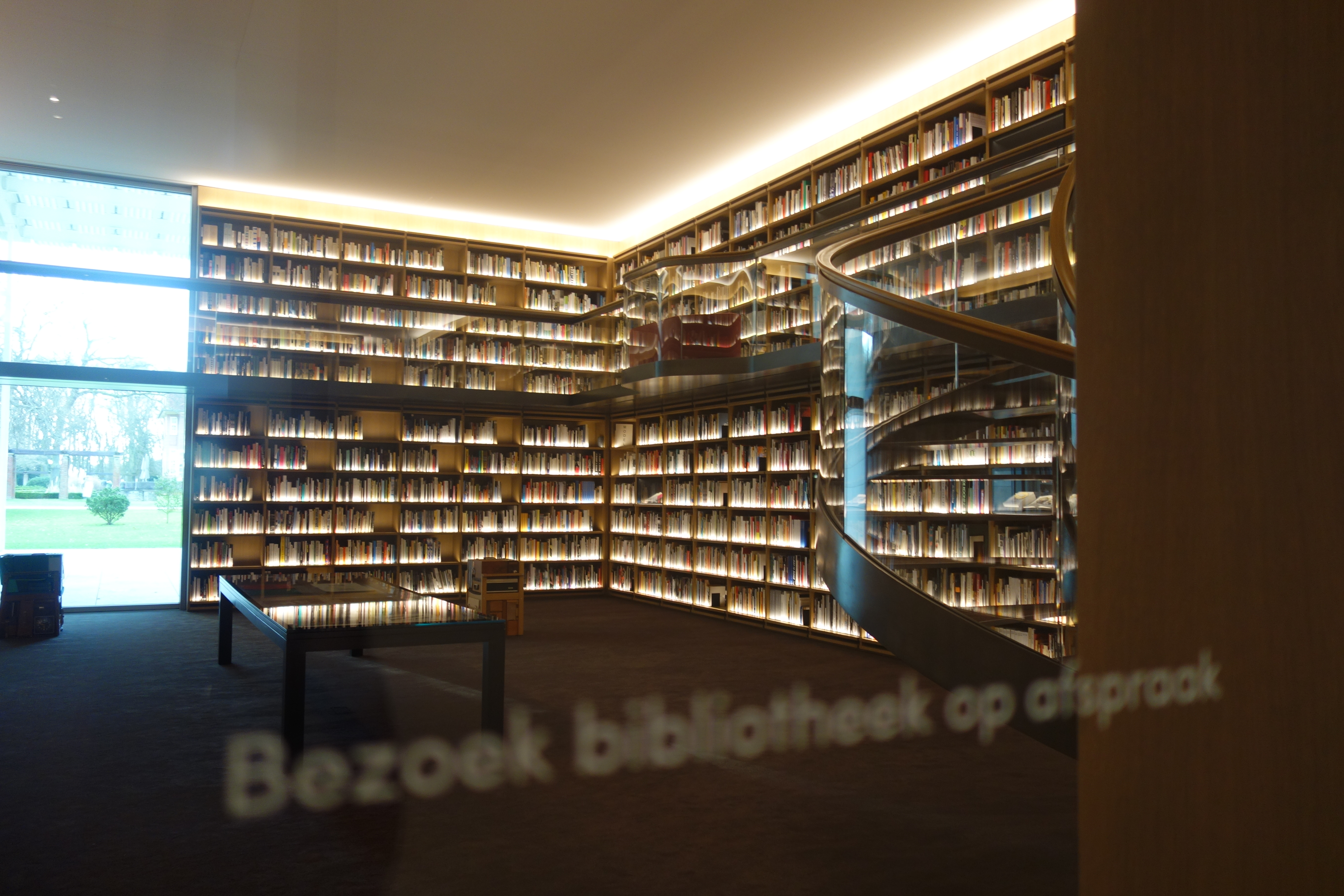
Bibliothèque
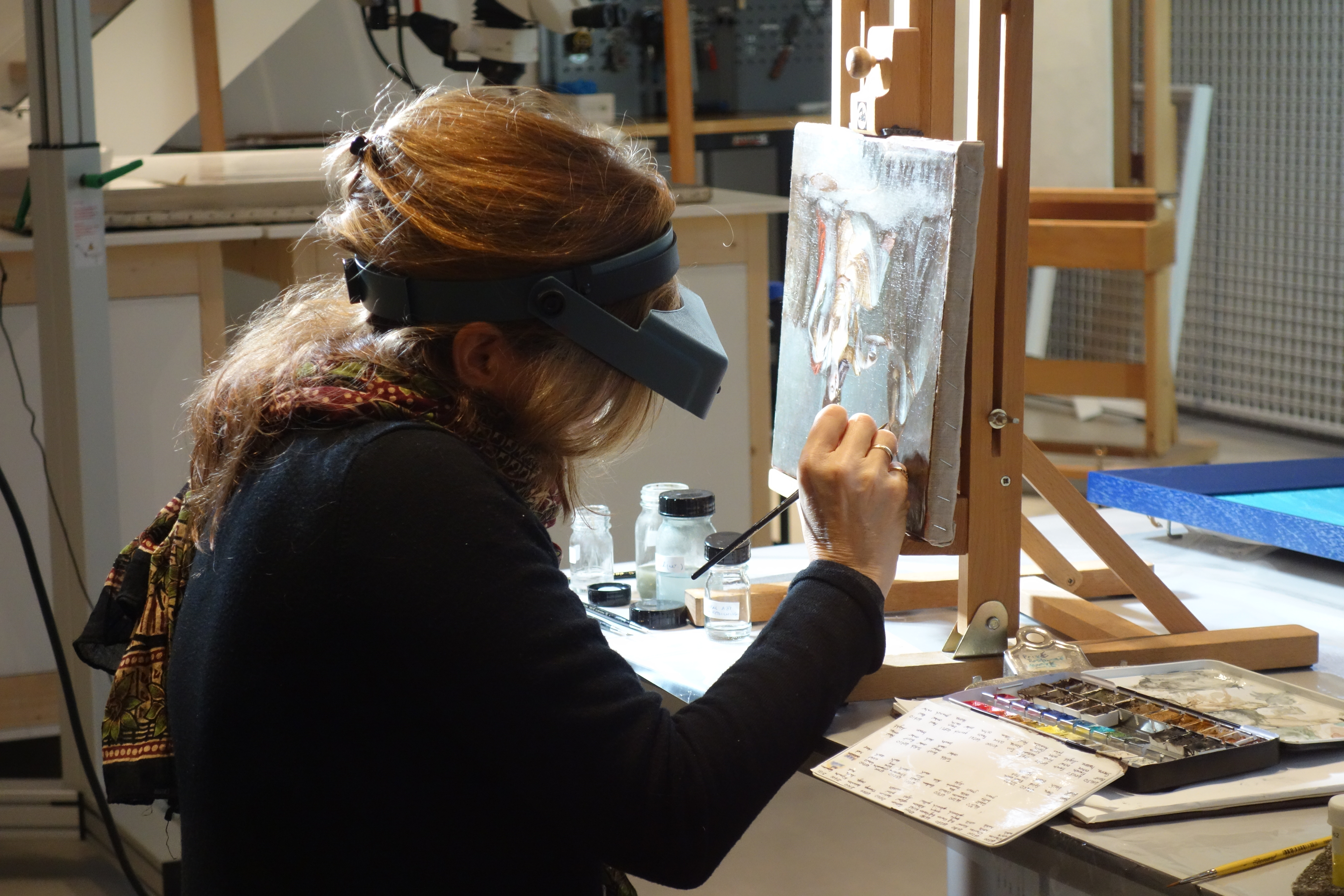
Restauratrice au travail
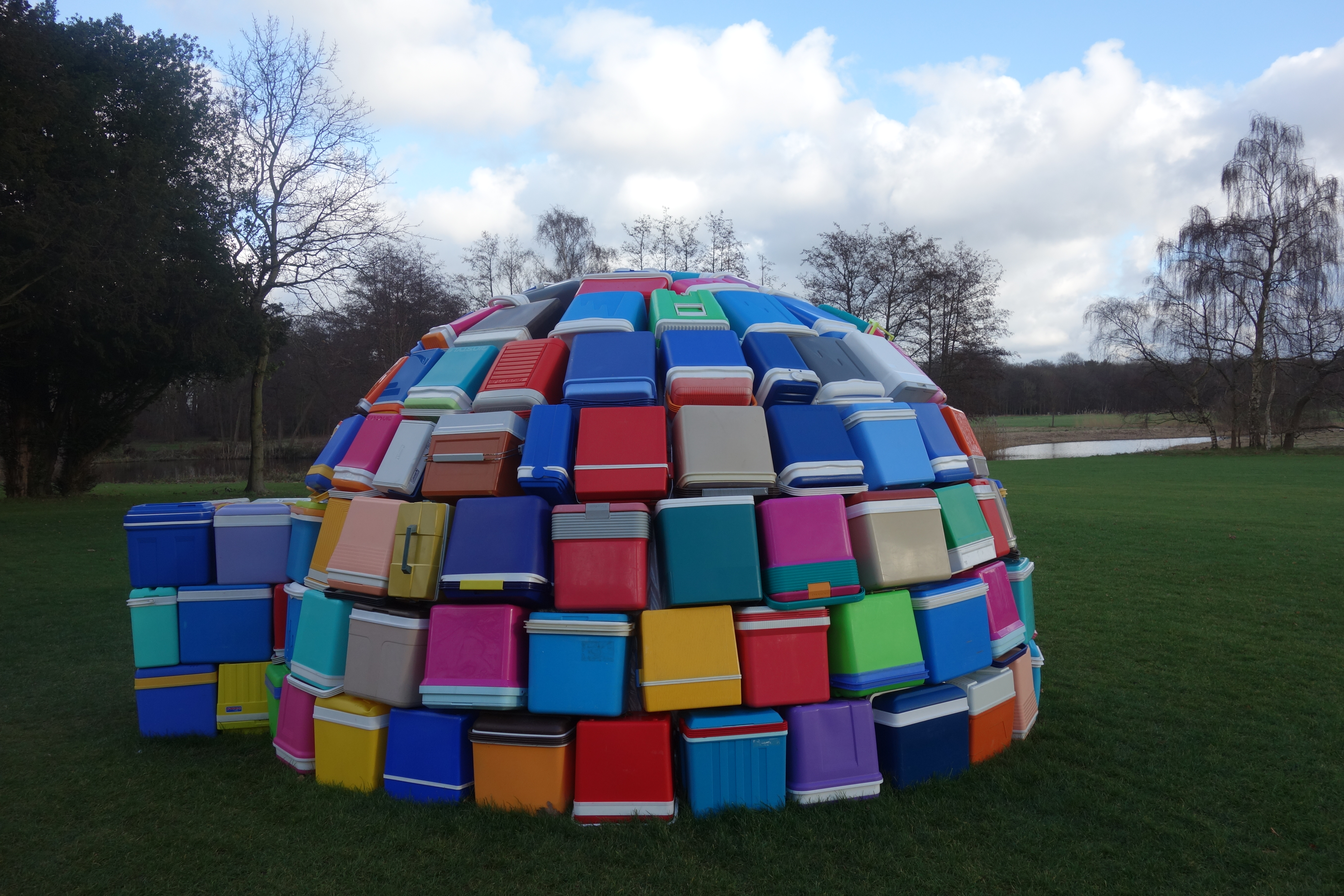
Last Summer de Michael Johansson